# بوب براون (لاعب اتحاد الرغبي)
بوب براون (بالإنجليزية: Robert Charles Brown)‏ هو لاعب اتحاد الرغبي أسترالي، ولد في 9 فبراير 1953 في Parramatta ‏ في أستراليا.

## وصلات خارجية
- بوب براون عل موقع إسبنسكروم (الإنجليزية)